# Podolkány
Podolkány (avagy Podlokánypuszta, szerbül Подлокањ / Podlokanj) falu Szerbia északi tartományában, a Vajdaságban. Közigazgatásilag nem önálló település, hanem az oroszlámosi Helyi közösséghez tartozik.

## Fekvése
Törökkanizsától keletre, Egyházaskér északnyugati szomszédjában fekvő település.

## Története
1851-ben Fényes Elek írta a településről:
Podlokány, népes magyar puszta, Torontál vármegyében, a bébai uradalomban: 12 házzal, 96 katholikus lakossal, s dohánytermesztéssel. Földesura a gróf Batthyány család.

## Népesség

### Demográfiai változások
| 1948 | 1953 | 1961 | 1971 | 1981 | 1991 | 2002 | 2011 |
| ---- | ---- | ---- | ---- | ---- | ---- | ---- | ---- |
| 502  | 501  | 457  | 331  | 274  | 172  | 217  | 144  |